# Racialisme
El racialisme és la creença que l'espècie humana es divideix de manera natural en races, diferenciant-les en categories biològiques. La majoria dels diccionaris defineixen el concepte racialisme com un sinònim de racisme.

## Definicions i diferències

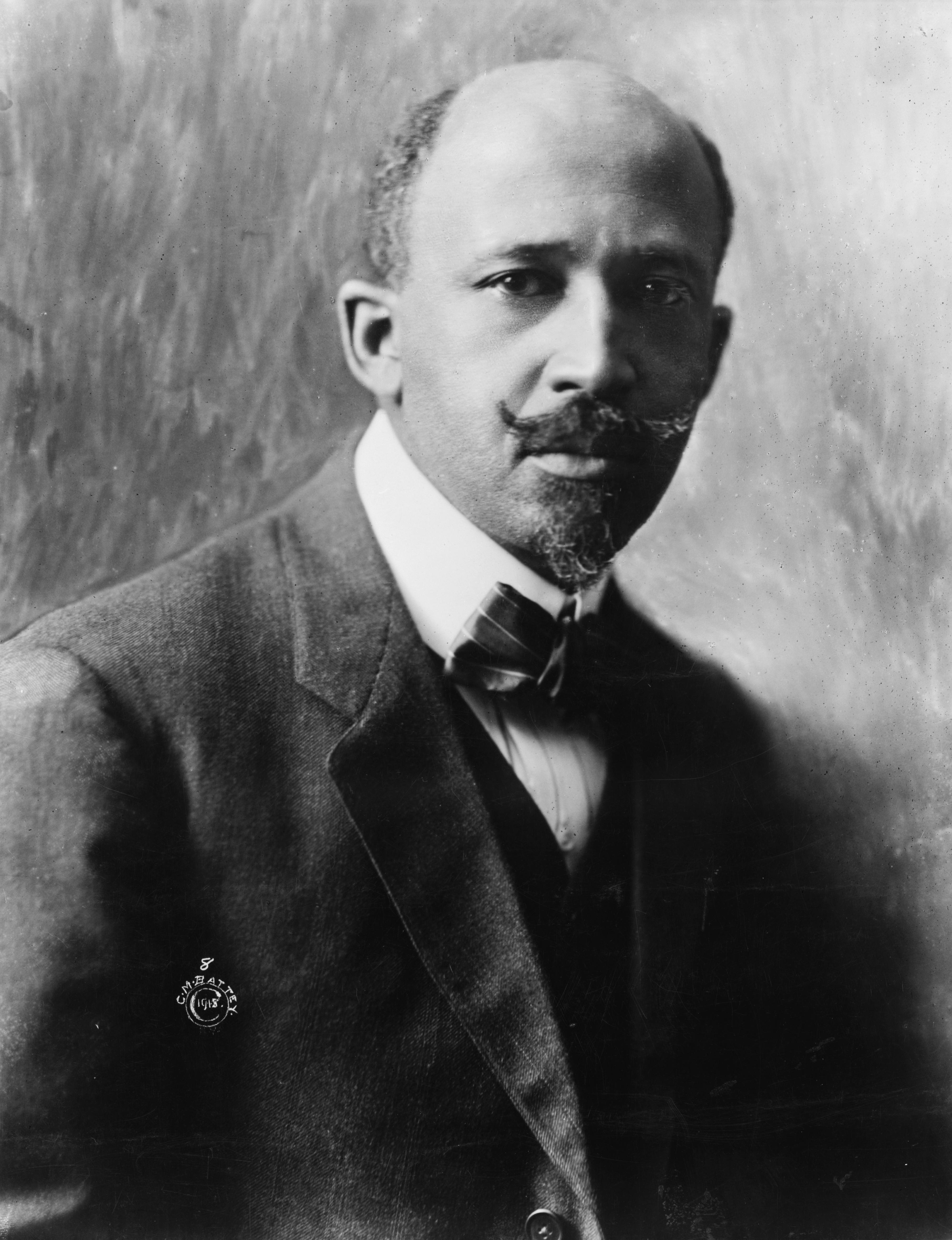
W. E. B. Du Bois, 1918

El 1903, W. E. B. Du Bois va exposar que el racialisme era la posició filosòfica que defensava l'existència de races, i que existien diferències col·lectives entre aquestes categories. També va desenvolupar que el racisme defensava que una raça era superior a una altra. En l'obra In My Father’s House (1992), Kwame Anthony Appiah resumia el concepte filosòfic de Du Bois exposant que "racialisme" era un valor neutral, mentre que el concepte "racisme" estava carregat de valors.
Avui dia, alguns antropòlegs i genetistes realitzen estudis que suggereixen que les creences racialistes poden ser tant compatibles com incompatibles amb la genètica de poblacions moderna.